# Johan Isacsson
Johan Isacsson, född 13 mars 1962, är en svensk tidigare volleybollspelare och -tränare. Han spelade 255 landskamper med landslaget och var förbundskapten för landslaget 2005-2018. 
Isacsson var med i laget som tog silver vid  EM 1989 (dock inte i förstauppställningen). Förutom spel med Lidingö SK (med vilka han vann två SM-guld) var han var proffs i Tyskland, Frankrike och Turkiet. Han har förutom landslaget även tränat klubblag i Sverige och Grekland.